# Dai Sijie
Dai Sijie (chiń. upr. 戴思杰; chiń. trad. 戴思傑; pinyin Dài Sījié; ur. 1954) – chiński pisarz, reżyser i scenarzysta tworzący w języku francuskim.

## Publikacje
- Balzac et la Petite Tailleuse chinoise, 2000 (wyd. pol. Balzac i chińska Krawcówna, 2001)
- Le Complexe de Di, 2003 (wyd. pol. Kompleks sędziego Di, 2004)
- Par une nuit où la lune ne s’est pas levée, 2007
- L’acrobatie aérienne de Confucius, 2009
- Trois vies chinoises, 2011

## Filmografia
- 1989: Chine ma douleur (Niu peng)
- 1994: Le mangeur de lune
- 1998: Nguol thùa
- 2002: Balzac i mała Chinka jako reżyser i scenarzysta
- 2006: Córka botanika jako reżyser i scenarzysta